# Manfred Kridl
Manfred Kridl (geboren 11. Oktober 1882 in Lemberg, Österreich-Ungarn; gestorben 4. Februar 1957 in New York City) war ein polnischer Literaturwissenschaftler.

## Leben
Manfred Kridl war ein Sohn eines k.u.k.-Militärs. Er studierte Polonistik und Romanistik an der Universität Lemberg, der Universität Freiburg im Breisgau und in Paris. Mit der Dissertation Stosunek Mickiewicza do Lamennais’ego w epoce towianizmu wurde er 1909 bei Józef Kallenbach in Lemberg promoviert. Zwischen 1907 und 1914 und nach 1918 arbeitete er als Lehrer. Kridl wurde 1911 in die Towarzystwo Naukowe Warszawskie aufgenommen und arbeitete von 1912 bis 1914 als Sekretär der Gesellschaft. Er wurde Soldat der k.u.k.-Armee im Ersten Weltkrieg.
1921 habilitierte er sich an der Universität Warschau mit der Untersuchung Antagonizm wieszczów. Rzecz o stosunku Słowackiego do Mickiewicza, die 1925 in Druck ging, und wurde Assistenzprofessor an der Universität. 1929 erhielt er einen Lehrauftrag für Slawistik an der Universität Brüssel und 1932 eine Professur für Literaturgeschichte an der polnischen Universität Wilna. Er war zwischen 1933 und 1939 Redaktionsmitglied der literaturhistorischen Zeitschrift Pamiętnik Literacki. Kridl unterstützte die Partei Stronnictwo Demokratyczne in Wilna. 1939 wurde Wilna durch den Hitler-Stalin-Pakt dem Staat Litauen zugeschlagen und Kridl flüchtete nach Schweden, von dort nach Belgien und weiter in die USA. Kridl arbeitete ab 1940 am Smith College in Massachusetts und erhielt 1948 einen Lehrstuhl für Polonistik an der Columbia University in New York City. Er schrieb Rezensionen für den Slavic Review.
Kridls Tochter, die Historikerin Elizabeth Kridl Valkenier, veröffentlichte 2002 in Polen eine Erinnerung.

## Schriften (Auswahl)
- Antagonizm wieszczów. Rzecz o stosunku Słowackiego do Mickiewicza. 1925
- Bronisław Chlebowski: Literatura polska : 1795–1905 jako główny wyraz życia narodu po utracie niepodległości: z rękopisu wydał i przedmową poprzedził Manfred Kridl. Lemberg: Ossolineum, 1923
  - Bronisław Chlebowski: La Littérature polonaise au XIXe siècle. Ouvrage posthume publié et complété par Manfred Kridl. Paris: Champion, 1933
- Od trzeciego rozbioru do wystąpienia Mickiewicza (1795–1822) : podręcznik dla szkół średnich. Warschau: Wydaw. M. Arcta, 1926
- Literatura na emigracji : podręcznik dla szkół średnich. Warschau: Wydaw. M. Arcta, 1926
- Literatura w kraju po r. 1830. Warschau: Wydaw. M. Arcta, 1930
- Z zagadnień poetyki. 1931
- Od pozytywizmu do wielkiej wojny. T. 1, Główne prądy literatury europejskiej : okres pozytywizmu. Warschau: Wydaw. M. Arcta, 1931
- Główne prądy literatury europejskie. Klasycyzm, romantyzm, epoka poromantyczna. 1931
- Wstęp do badań nad dziełem literackim. Wilna, 1936
- Literaturę polską na tle rozwoju kultury. New York : Roy, 1945
- (MHrsg.): Adam Mickiewicz – poet of Poland : a symposium. New York: Columbia Univ. Press, 1951
- A Survey of Polish Literature and Culture. New York: Columbia Univ. Press, 1956
- The lyric poems of Juliusz Slowacki, 's-Gravenhage: Mouton, 1958